# FON
FON è un'organizzazione a scopo di lucro spagnola operante nel campo delle comunicazioni wireless nata originariamente come movimento cooperativo senza fini di lucro.

## Il movimento

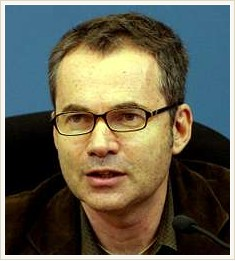
Martin Varsavsky

Fon vide la luce in Spagna nel novembre 2005 come movimento popolare da un'idea di Martín Varsavsky e punta a far sì che ogni persona dotata di collegamento privato a banda larga possa condividerlo via wireless con altri foneros (membri della comunità), al fine di creare una rete condivisa e a basso costo di punti di accesso wireless. Il concetto di condivisione è, in questo caso, molto simile a quello utilizzato nelle reti di file sharing utilizzate per il funzionamento dei software peer to peer.
Condizione per la gratuità della connessione è la reciprocità, ovvero si può connettere a un router sociale FON solo chi, a propria volta, condivide la sua connessione nello stesso modo. Il movimento punta a creare una rete ad accesso libero per tutti gli appartenenti alla comunità dei foneros ovunque essi si trovino nel mondo. 

## L'azienda
Nel 2006 il movimento FON ha subito una vera e propria mutazione: durante l'O'Reilly Emerging Technology Conference, tenutasi negli Stati Uniti tra il 24 e il 26 gennaio 2006, Ejovi Nuwere, in qualità di amministratore delegato e fondatore, ha presentato ufficialmente al pubblico FON USA. Oggi FON Technology S.L. è un'azienda registrata e con sede in Spagna, diretta da Martín Varsavsky (fondatore di Jazztel).
Il 5 febbraio 2006 Google, eBay, Skype e Index Ventures e altri hanno investito 21 milioni di dollari in FON.
Il 5 ottobre 2007 FON ha annunciato un accordo con British Telecom al fine di realizzare una rete comune WiFI estesa in tutto il mondo.

## Diffusione
A settembre 2006, FON contava oltre 80.000 utenti nel mondo (e oltre 4.000 in Italia).
In giugno 2007 si sono superati i 400.000 utenti attivi.
In aprile 2008 sono stati superati gli 800.000 foneros.
Nel settembre 2008 FON ha annunciato di aver superato quota 1.000.000 di utenti e oltre 40.000 hotspot FON attivi in tutto il mondo.

## Tecnologia

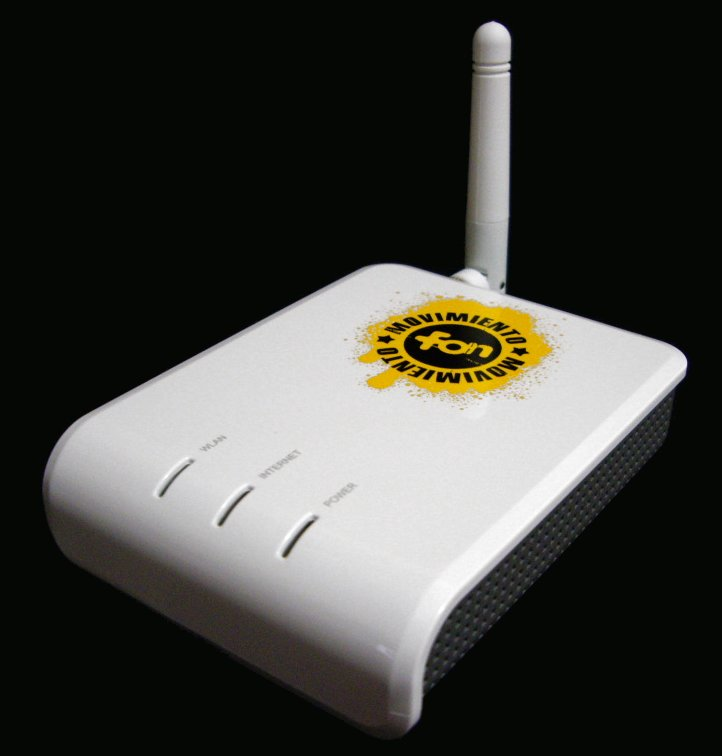
La Fonera

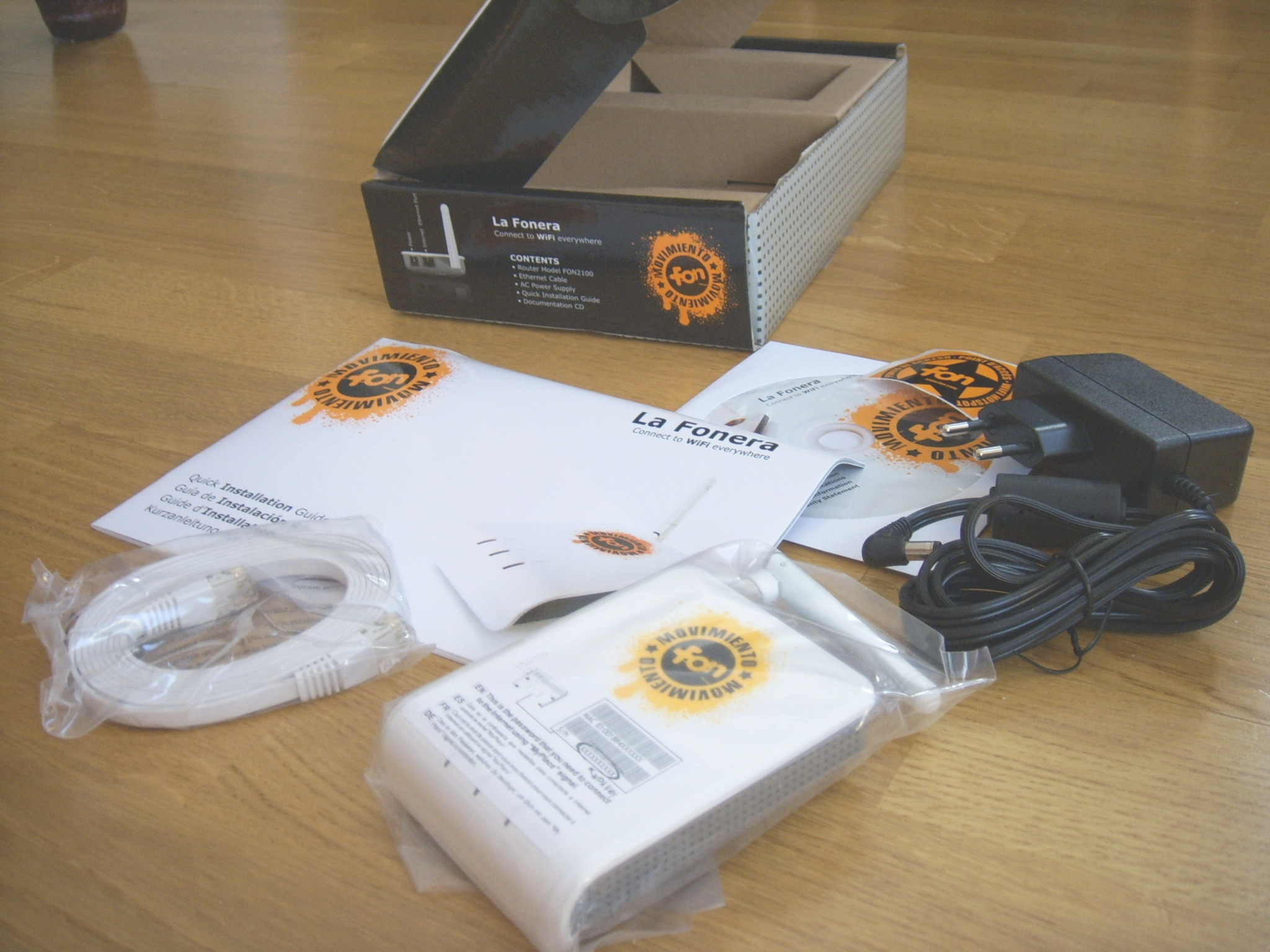
Accessori della Fonera

Inizialmente, per la diffusione del segnale wireless, gli ideatori di FON avevano adottato come hardware il router WRT54G prodotto dalla Linksys, che gli utenti potevano acquistare sul sito di FON già correttamente configurato e su cui era installato OpenWRT, un firmware libero basato su Linux appositamente modificato per gestire la rete FON. L'utente poteva comunque acquistare il router da altri rivenditori o servirsi liberamente di altri modelli supportati (Linksys WRT54G (pre-v5), WRT54GL, WRT54GS e WRT54GSv4, o Buffalo WZR-RS-G54, WHR-HP-54 e WHR-G54S), su cui installare autonomamente l'apposito software.
Nel settembre 2006 il router Linksys è stato sostituito con la Fonera, una piattaforma hardware/software di proprietà della stessa Fon, dotata di porta ethernet per il collegamento al router ADSL (la Fonera non è un modem ADSL) e di una antenna omnidirezionale rimovibile. È inoltre disponibile una nuova versione (la Fonera+) che include uno switch Ethernet a due porte che permette così il collegamento via cavo di un PC o altro dispositivo. Ad entrambi i modelli è possibile collegare la Fontenna, un'antenna direzionale da 7,5 dB, prodotta sempre da Fon, che permette di aumentare la copertura all'esterno.

## Accesso alla rete Fon

### Precedentemente il 2015
Dapprima movimento nato come associazione, ha mutato poi leggermente il suo schema, differenziandosi completamente dalle altre community wireless diffuse nel mondo.

Sono stati introdotti infatti vari livelli di affiliazione che tuttavia dal 2015 non sono più utilizzati:
- Linus: è il membro no profit del movimento Fon. Un Linus acquista un router WRT54GS già modificato, oppure scarica il firmware dal sito dell'associazione ed entra a far parte della comunità. Egli cederà parte della sua connessione internet a tutti i membri della comunità FON che si troveranno nelle immediate vicinanze del suo router. In cambio godrà di libero roaming presso tutti i punti di accesso FON.
- Bill: chiunque acquisti o installi il software FON può anche decidere di diventare un Bill. I Bill da giugno 2007 godono del roaming gratuito nella rete degli hotspot FON, al pari dei Linus, ma percepiranno il 50% dei profitti generati dagli utenti Alien che si collegheranno al loro hotspot
- Alien: chiunque può registrarsi ad un hotspot Fon. Se non si è Linus infatti basta acquistare un pass giornaliero e navigare per 24 ore su tutta la rete degli hotspot FON. Recentemente è stato introdotto il WiFiAds, che permette di navigare una sessione di 15 minuti accettando di vedere 30 secondi di spot. Questa nuova feature, permettendo a chiunque di navigare in internet per 15 minuti senza essere identificato, espone il proprietario della Fonera a potenziali rischi legati ad un uso improprio di questa sessione.

### Attuale
La nuova modalità di partecipazione alla rete Fon consiste nell'acquistare direttamente un router Fon presso la casa distributrice, e questo dà accesso alla rete Fon e a sua volta concede l'accesso della propria rete di casa agli altri utenti, sempre tramite condivisione tramite rete pubblica con solo accesso a internet.
L'altra modalità di accedere alla rete Fon consiste nell'abbonarsi a partner di Fon, nel caso dell'Italia a Vodafone e questo concede l'accesso alla rete Fon per la durata dell'abbonamento e a sua volta tramite router vodafone concede agli altri membri Fon l'accesso alla rete del proprio router Vodafone.
La rete Fon è internazionale e in molti paesi si è sviluppato tale sistema come ad esempio in Germania con Deusche Telekom e in UK con British Telecom quindi vi sono molti hotspot internazionali per connettersi.

## FON e la legislazione italiana
In Italia lo sviluppo del progetto FON e del mercato del Wi-Fi è fortemente rallentato da un insieme di leggi particolarmente restrittive per quel che riguarda l'identificazione dell'utente che accede alla rete che regolano la materia, in particolar modo per gli esercenti obbligati ad effettuare una serie di adempimenti burocratici complessi. Va inoltre considerato che il contratto col provider potrebbe escludere esplicitamente il subaffitto della propria linea ad altre persone fisiche e/o enti.
Dal 2014 c'è però un deciso impegno da parte di alcuni dei principali provider di connettività per la diffusione di questa tecnologia che potrebbe far salire rapidamente la quantità di hot spot disponibili.